# Douglas SBD Dauntless
El Douglas SBD Dauntless fue un bombardero en picado naval estadounidense, creado por Douglas durante la Segunda Guerra Mundial, desde 1940 hasta 1944. El avión es más recordado como el bombardero que golpeó mortalmente a los portaaviones japoneses en la Batalla de Midway, en junio de 1942. Una variante con base en tierra fue construida especialmente para las Fuerzas Aéreas del Ejército de los Estados Unidos, el A-24 Banshee.

## Desarrollo y diseño

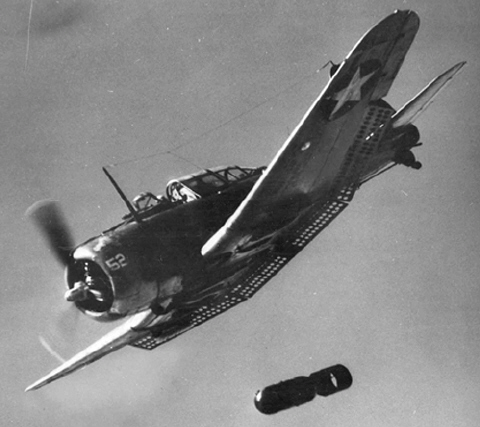
Dauntless lanzando una bomba.

El Dauntless debe su origen al bombardero en picado de ala baja y biplaza en tándem Northrop BT-1 de 1938, y al soberbio trabajo de diseño de Jack Northrop y del brillante Edward Heinemann. Cuando la factoría de El Segundo, California, pasó a ser una división de Douglas Aircraft, a la salida de J. Northrop en enero de 1938, comenzó la evaluación de un desarrollo del BT-1 conocido como XBT-2 y que al parecer solo le aventajaba en aspectos marginales. El equipo de diseño de Heinemann modificó completamente el único XBT-2 (BuAer 0627), equipándolo con el motor Wright XR-1830-32 de 1000 hp (que se convertiría posteriormente en el mundialmente famoso Cyclone) y hélice tripala. Tras una serie intensa de pruebas en el túnel de viento, la cola del avión fue rediseñada, y el XBT-2 fue redesignado XSBD-1. Aceptado por la Armada estadounidense en febrero de 1939, mientras se trabajaba en paralelo en el Curtiss SB2C Helldiver, el SBD se convirtió en el estándar contra el que los restantes bombarderos embarcados debían ser comparados.
El 8 de abril de 1939, Douglas recibió un pedido por 57 aviones SBD-1 y 87 SBD-2. El SBD-1, con la deriva definitiva, estaba armado con dos ametralladoras de tiro frontal de 7,62 mm sobre el capó motor y una única del mismo calibre para el operador de radio/artillero, que se sentaba espalda con espalda tras el piloto. Al mostrarse ligeramente insatisfactorio para operaciones desde portaaviones, el SBD-1 fue destinado al Cuerpo de Marines estadounidense y entregado entre abril de 1939 y junio de 1940. El SBD-2, que se diferenciaba por llevar depósitos de combustible autosellantes y dos depósitos adicionales de 246 litros en las secciones finales de los planos, fue encuadrado en las unidades de la Armada entre noviembre de 1940 y mayo de 1941.
La caída de Francia, representada por una cortina de Stuka en picado, impresionó a las autoridades estadounidenses, y enfatizó la valía del bombardero en picado (aún a pesar de que el Comité Truman del Congreso recomendó en 1941 no adquirir tales aviones) y produciendo un nuevo pedido por 174 Dauntless en la variante SBD-3, que disponía de una segunda ametralladora de 7,62 mm para el tripulante trasero, blindaje, sistema eléctrico mejorado y depósitos autosellantes del tipo "vejiga".
El siguiente modelo del Dauntless fue el SBD-4, entregado entre octubre de 1942 y abril de 1943. El SBD-4 llevaba ayudas de radionavegación mejoradas, bomba eléctrica de combustible y una hélice mejorada Hamilton Standard Hydromatic, de velocidad constante y paso variable. Se construyeron un total de 780 ejemplares antes de que la producción en El Segundo cambiase al SBD-5, propulsado por un motor R-1820-60 que desarrollaba 1200 hp: entre febrero de 1943 y abril de 1944 se construyeron 2965 ejemplares de esta variante, y uno de ellos se convirtió en el XSBD-6 mediante la instalación de un motor Wright R-1820-66 de 1350 hp, el último Cyclone. Del SBD-6 se fabricaron unas 450 unidades.
Avanzada la guerra, el Dauntless fue sustituido en las misiones de bombardeo en picado por el más avanzado Curtiss SB2C Helldiver, a pesar de que este problemático avión nunca gozó de la popularidad del Douglas. El Dauntless fue relegado a las menos espectaculares misiones de patrulla antisubmarina y apoyo aéreo cercano. El SBD sirvió también con casi 20 escuadrones del Cuerpo de Marines. Bastantes centenares de Dauntless fueron equipados a posteriori con radares Westinghouse ASB, los primeros utilizados por la Armada estadounidense.
En las Fuerzas Aéreas del Ejército de los Estados Unidos, donde recibió oficialmente el nombre de Banshee pero continuó siendo llamado Dauntless, el avión no consiguió muchos éxitos. En enero de 1941, las USAAF habían solicitado 78 A-24, similares al SBD-3 de la Armada, pero carentes de equipo de apontaje. Además, 90 SBD-3 de un pedido de la Armada fueron modificados al estándar terrestre y entregados a las USAAF como SBD-3A (A por Army). Finalmente, las USAAF adquirieron otros 100 A-24A, idénticos al SBD-4, y 615 A-24B equivalentes al SBD-5, pero construidos en la factoría Douglas de Tulsa, Oklahoma.

## Historia operacional

### Armada y Cuerpo de Marines estadounidenses
El Douglas SBD Dauntless fue el principal bombardero de picado de la Armada de los Estados Unidos desde mediados de 1940 hasta fines de 1943, cuando fue sustituido (aunque no totalmente) por el SB2C Helldiver. El SBD participó en los combates desde el primer día de la Guerra del Pacífico, cuando los Dauntless apenas llegados a Hawái a bordo del USS Enterprise estuvieron presentes en la plaza durante el ataque a Pearl Harbor.

#### Batalla del Mar del Coral
El principal uso de este modelo fue en la Batalla del Mar del Coral, cuando los SBD y TBD hundieron el portaaviones japonés Shōhō. Los SBD también se utilizaron como patrulla aérea de combate contra torpederos, anotándose varias victorias contra los aviones japoneses que trataban de atacar al USS Lexington y al USS Yorktown. El 8 de mayo de 1942, durante la Batalla del Mar del Coral, un grupo de 8 SBD Dauntless procedentes del USS Yorktown realizaba patrullas para evitar la entrada de bombarderos y torpederos, debido a la escasez de cazas. A los pocos minutos de patrulla, el Capitán Stanley "Swede" Vejtasa, un experimentado piloto de SBD, avistó en la distancia una formación de cazas A6M3 Zero. Los Zero destrozaron la formación estadounidense; solo un SBD se consiguió salvar, el del capitán Stanley Vejtasa, que giró de una forma que los Zero no podían emular, aunque un Zero fue tras de él sin éxito. Al poco tiempo, se unió un segundo Zero a la caza, pero no pudieron derribarlo, ya que los SBD eran más robustos y hacían giros más cerrados que los Zero. A los pocos minutos, un tercer Zero se unió a la caza, y tras 45 minutos de combate angustiante, Stanley Vejtasa derribó a los tres Zero: al tercer Zero incendiándole el ala izquierda, al segundo incendiándole el depósito de combustible, y al primer Zero rompiéndole el ala izquierda, con el ala izquierda del SBD; aun así consiguió volver heroico al USS Yorktown, y pronto fue destinado a los cazas.
Su armamento relativamente pesado (dos ametralladoras de calibre 12,7 mm disparando hacia adelante, más un montaje flexible disparando hacia atrás con un par de ametralladoras de calibre 7,62 mm), fue sumamente eficaz contra los ligeros cazas japoneses, y muchas combinaciones piloto-artillero agredieron severamente a sus atacantes. El piloto "Swede" Vejtasa, fue atacado por tres A6M Zero, derribando a los tres en el proceso (con su habilidad como piloto de caza claramente demostrada, Vejtasa fue transferido a volar cazas; en octubre de 1942, ya no como piloto de SBD, derribó a siete aviones enemigos en un día).

#### Batalla de Midway
Sin embargo, la contribución más importante del SBD al esfuerzo de guerra estadounidense, probablemente, vino durante la Batalla de Midway (principios de junio de 1942), cuando atacando con bombas de picado, los SBD hundieron los cuatro portaaviones japoneses, tres de ellos en el lapso de apenas seis minutos (Akagi, Kaga, Soryu, y el Hiryu más tarde el mismo día), así como averiaron gravemente a dos cruceros japoneses (incluido el Mikuma, que se hundió antes de que un destructor japonés que pretendía hacerlo, lo alcanzara).
En Midway, los SBD del Cuerpo de Marines no fueron tan eficaces. Un escuadrón, el VMSB-241, que operaba desde la isla de Midway, no estaba entrenado en la técnica Helldiving (bombardeo en picado extremo); en su lugar, recurrieron a una técnica más lenta, pero más sencilla, el bombardeo de deslizamiento, lo que condujo a fuertes pérdidas al volar a baja altura. Los aparatos basados en portaaviones, en cambio, fueron mucho más eficaces, junto con sus escoltas F4F Wildcat de combate. También cabe mencionar que el éxito de los bombardeos de picado se debió a dos circunstancias importantes:
- En primer lugar, el valiente, pero suicida asalto de los TBD Devastator, que habían hecho salir a los cazas japoneses de intercepción a patrullar los cielos y hacerlos bajar e interceptar varias oleadas de cazas y bombarderos en picado americanos.
- En segundo lugar, los estadounidenses sorprendieron a los portaaviones japoneses en sus momentos más vulnerables, cuando los aviones japoneses habían vuelto a repostar y rearmarse, con sus mangueras llenas de combustible y armados en todas las plataformas y en el hangar.

#### Operación Torch
En noviembre de 1942, los Dauntless realizaron labores de patrulla antisubmarina y atacaron objetivos en Marruecos para apoyar el desembarco aliado. Durante la Batalla de Casablanca, los bombarderos en picado dejaron fuera de combate al acorazado francés Jean Bart y a dos destructores, el Brestois y el Albatross.

#### Batalla de Guadalcanal
A continuación, los SBD participaron en la campaña de Guadalcanal, tanto los de los portaaviones como los de Henderson Field (Guadalcanal). Los Dauntless contribuyeron a las fuertes pérdidas de los japoneses durante la campaña, incluido el portaaviones Ryujo, cerca de las Islas Salomón el 24 de agosto, causando daños a otros tres portaaviones durante los seis meses de campaña. Los SBD hundieron un crucero y nueve transportes navales durante la decisiva Batalla naval de Guadalcanal.

#### Batalla del Mar de Filipinas
En el momento decisivo de la Campaña del Pacífico, los puntos fuertes y débiles del SBD se hicieron evidentes. Curiosamente, mientras que la fortaleza estadounidense fue el bombardeo de picado, los japoneses hicieron hincapié en su Nakajima B5N "Kate" con ataques de torpedo y bombas, que causaron la mayor parte de los daños en Pearl Harbor.
A pesar de que ya estaba por llegar a la obsolescencia en 1941, el SBD se utilizó hasta 1944, cuando los Dauntless emprendieron su última gran acción durante la Batalla del Mar de Filipinas.
Sin embargo, algunos escuadrones navales de Dauntless fueron utilizados hasta el final de la guerra. Ya había sido sustituido por el SB2C Helldiver en la Armada estadounidense, para disgusto de los pilotos, ya que muchos de los Dauntless("lento, pero mortal"), fueron considerados mejores que el Helldiver, que ganó el apodo de Son of Bitch 2nd Class (Hijo de puta de segunda clase). El Dauntless fue uno de los más importantes aviones de la Segunda Guerra Mundial en el Teatro del Pacífico, hundiendo más barcos que cualquier otro avión aliado de la guerra. Además, Barrett Tilman, en su libro sobre el Dauntless, alega que el avión tiene un ratio positivo de victorias contra aviones enemigos, un raro evento para un "bombardero" nominal.

### Fuerzas Aéreas del Ejército de los Estados Unidos

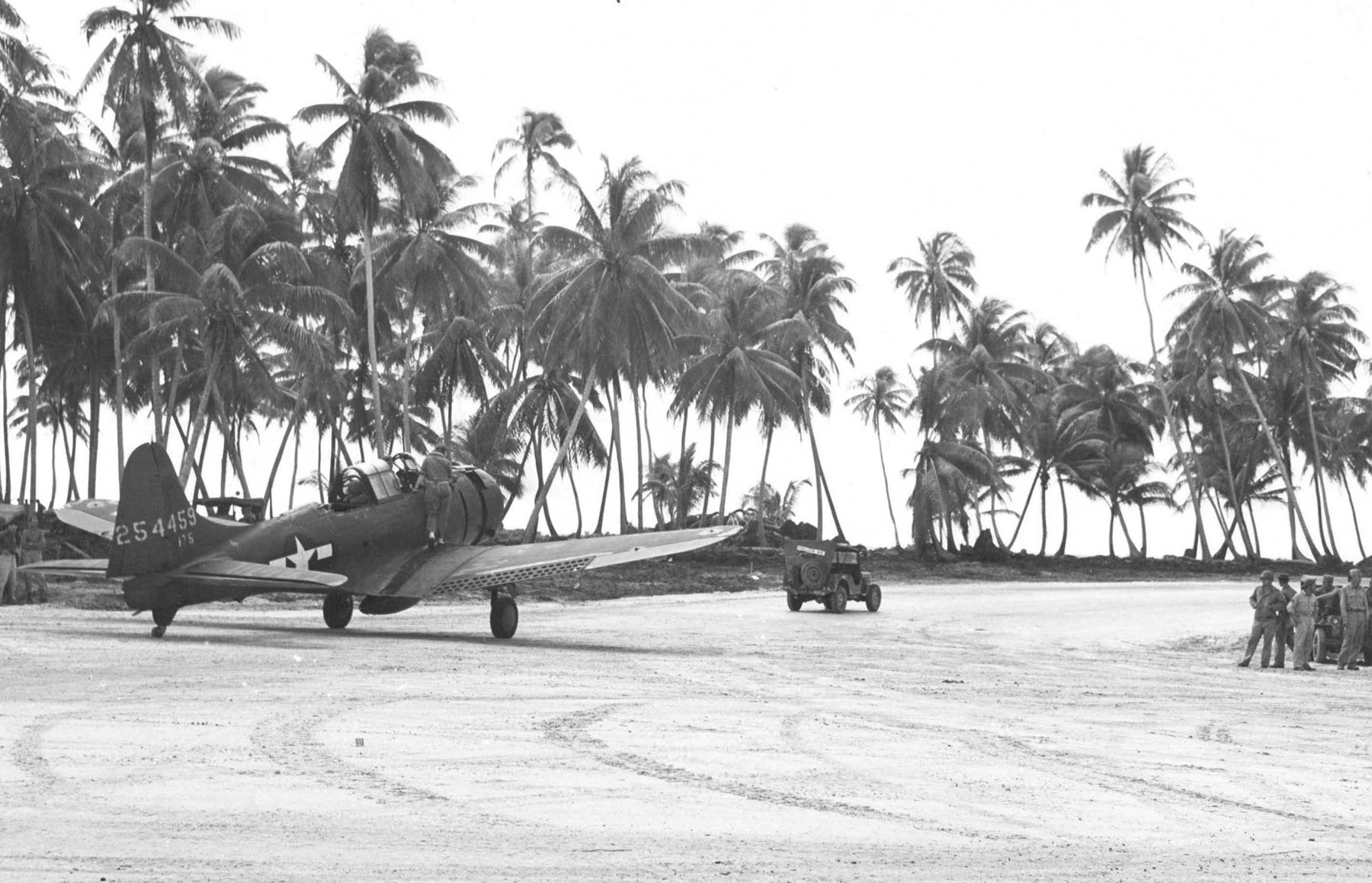
A-24B en tierra en el Atolón Makin.

El Ejército de los Estados Unidos envió 52 A-24 Banshee desmontados a las Islas Filipinas en el otoño de 1941, para equipar al 27.º Grupo de Bombardeo; sin embargo, con el ataque japonés a Pearl Harbor, estos aviones fueron desviados a Australia. Allí se descubrió que estaban plagados de problemas mecánicos, siendo derivados al 91 Escuadrón de Bombardeo y enviados a la isla de Java.
El 17 de febrero de 1942, solo siete de los primeros 52 A-24 estaban listos. Los A-24 tenían los motores gastados porque carecían de armaduras, además de carecer de sellado en los tanques de combustible. Refiriéndose a sí mismos como "Blue Rock Clay Pigeons", la 91.ª atacó el puerto y base aérea enemigos de Bali, dañando o hundiendo numerosos barcos en torno a Java. Después de que los japoneses derribaran dos A-24 y causaran daños a tres que ya no pudieron volar, el 91 recibió la orden de evacuar Java a principios de marzo, poniendo fin a un breve pero valiente esfuerzo.
Los Banshee dejados en Australia fueron asignados al 8.º Escuadrón de Bombardeo, 3.er Grupo de Bombardeo, para la defensa de Nueva Guinea. El 26 de julio de 1942, siete A-24 atacaron un convoy cerca de Buna, pero solo sobrevivió uno: los japoneses derribaron a cinco de ellos y dañaron a un sexto, que no regresó a la base. Considerados por muchos pilotos como demasiado lentos, con poco alcance y mal armados, los A-24 restantes fueron relegados a misiones no bélicas. En los Estados Unidos, los A-24 se convirtieron en aviones remolcadores de blancos o en blancos para la formación de artillería antiaérea. El más potente A-24B se utilizó más tarde en ataques contra de las fuerzas japonesas de las Islas Gilbert.

### Real Fuerza Aérea
Gran Bretaña recibió nueve aviones SBD-5 y los bautizó Dauntles DB.Mk I. Una máquina, que había sido excelente en 1940, fue considerada por los pilotos británicos que la evaluaron en 1944 como falta de potencia y lenta. Los aviadores de la RAF encontraron también al Dauntless fatigante y ruidoso.

### Real Fuerza Aérea de Nueva Zelanda
En julio de 1943, el 25 Squadron de la Real Fuerza Aérea de Nueva Zelanda recibió 18 SBD-3 procedentes del inventario del Cuerpo de Marines estadounidense. Posteriormente, la RNZAF recibiría 27 SBD-4 y 23 SBD-5, que fueron utilizados en la lucha sobre Bougainville.

### Fuerza Aérea Francesa y Aviación Naval (Aeronavale)
Otro usuario extranjero del Dauntless fue Francia, donde equipó dos unidades de la Armada de la Francia Libre, las Flottilles 3B y 4B, con A-24 y SBD-3 basados en Agadir, Marruecos, en el otoño de 1944. Los Dauntless entraron en combate sobre la Francia metropolitana contra las fuerzas alemanas en retirada y lucharon en número decreciente hasta el Día de la Victoria. Aunque la producción cesó el 22 de julio de 1944, los SBD franceses fueron utilizados en la Escuela de Caza de Mèknes, como entrenadores, hasta 1953.
La última acción de combate del Dauntless fue efectuada por Francia en Indochina contra el Vietminh. 

### Fuerza Aérea Mexicana
Un puñado de A-24B fueron a parar en la posguerra a manos de la Fuerza Aérea Mexicana, que fue aparentemente el último usuario del modelo, utilizado en el Escuadrón Aéreo de Pelea 200 hasta 1959.

## Variantes

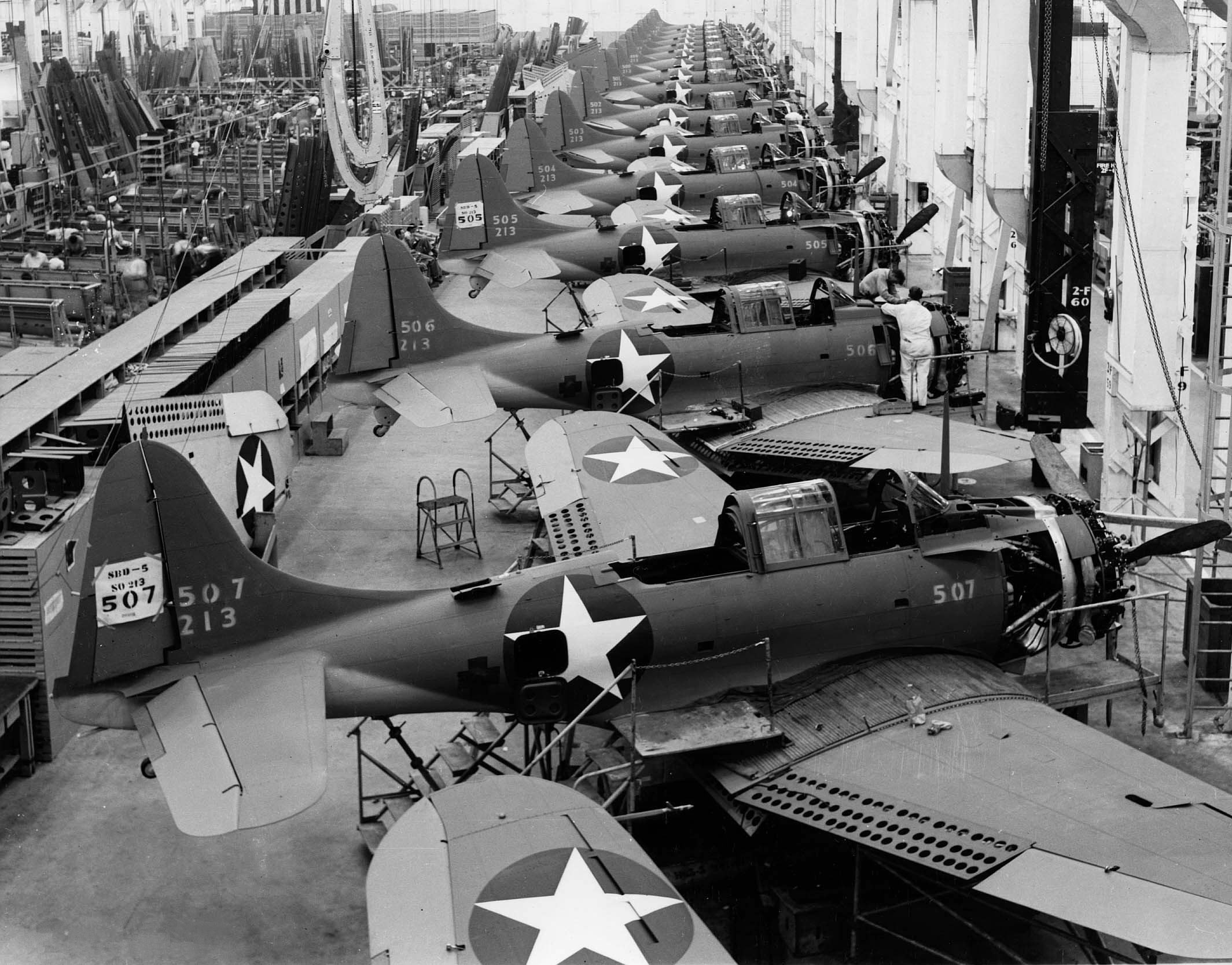
Línea de producción de SBD-5 en El Segundo, 1943.

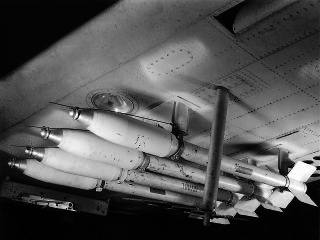
Cohetes FFAR montados en un SBD para pruebas, 1944.

XBT-2 (XSBD-1)
Prototipo, el fuselaje era un Northrop BT-1 de producción fuertemente modificado y redesignado como XBT-2. Modificado luego por Douglas como XSBD-1.
SBD-1
Versión del Cuerpo de Marines, sin depósitos de combustible autosellantes, 57 construidos.
SBD-1P
Aviones de reconocimiento, convertidos desde SBD-1.
SBD-2
Versión de la Armada, con capacidad de combustible incrementada y armamento diferente, pero sin depósitos de combustible autosellantes. Apareció a principios de 1941, 87 construidos.
SBD-2P
Aviones de reconocimiento, convertidos desde SBD-2.
SBD-3
Comenzó a fabricarse a principios de 1941. Estaba provisto de protección aumentada, depósitos de combustible autosellantes y cuatro ametralladoras, 584 construidos.
SBD-4
Provisto de un sistema eléctrico de 24 voltios (en vez del de 12 voltios). Además, una nueva hélice y nuevas bombas de combustible culminaban las mejoras sobre el SBD-3. 780 construidos.
SBD-4P
Aviones de reconocimiento, convertidos desde SBD-4.
SBD-5
La versión más producida, principalmente en la planta de Douglas Aircraft de Tulsa, Oklahoma. Equipada con un motor de 1200 hp y mayor suministro de munición. Fueron construidos un total de 2965 aviones, y unos pocos fueron embarcados para ser evaluados por la Armada británica. Además del servicio en las fuerzas armadas estadounidenses, combatió a los japoneses con el Escuadrón 25 de la Real Fuerza Aérea de Nueva Zelanda, que pronto los reemplazó por F4U, y contra la Luftwaffe con la Fuerza Aérea de la Francia Libre. Unos pocos fueron enviados también a México.
SBD-5A
Como A-24B para las USAAF, pero entregados al Cuerpo de Marines estadounidense, 60 construidos.
SBD-6
La versión final, provista de más mejoras, que incluían un motor de 1350 hp. La producción finalizó en el verano de 1944, 450 construidos.
A-24 Banshee (SBD-3A)
Equivalente de las USAAF del SBD-3 sin el gancho de apontaje, 168 construidos.
A-24A Banshee (SBD-4A)
Equivalente de las USAAF del SBD-4, 170 construidos.
A-24B Banshee (SBD-5A)
Equivalente de las USAAF del SBD-5, 615 construidos.

## Operadores
Chile

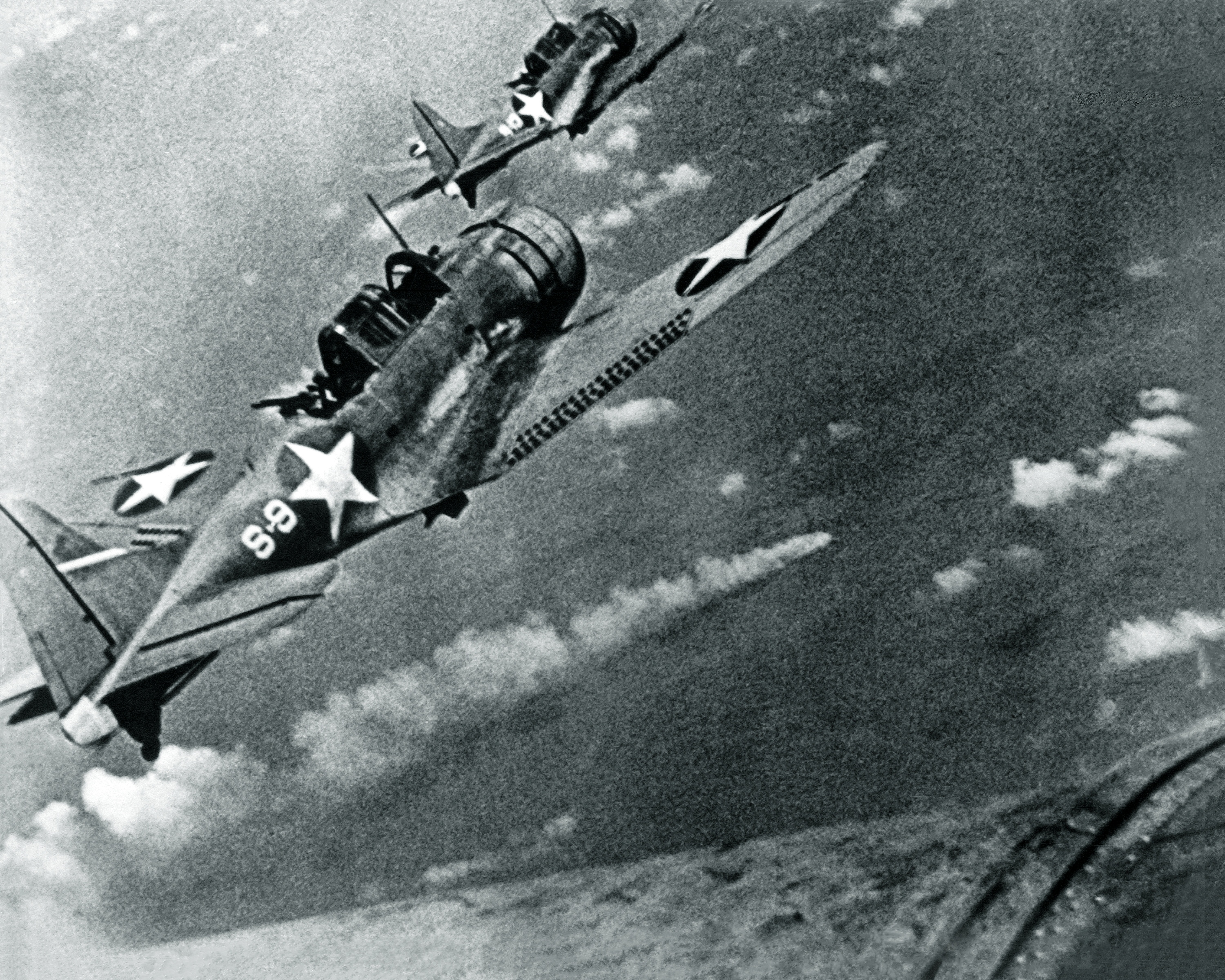
Dauntless sobre Midway.

- Fuerza Aérea de Chile: operó A-24B Banshee.[4][5]

 Estados Unidos
- Armada de los Estados Unidos
- Fuerzas Aéreas del Ejército de los Estados Unidos (como A-24 Banshee)
- Cuerpo de Marines de Estados Unidos

 Francia
- Armée de l'air
- Aeronavale

 Marruecos
- Policía del Desierto marroquí[7]

 México
- Fuerza Aérea Mexicana[8]
  - Encuadrados en el Escuadrón Aéreo de Pelea 200

 Nueva Zelanda
- Real Fuerza Aérea de Nueva Zelanda[9]
  - N.º 25 Squadron RNZAF (Escuadrón N.º 25).

 Reino Unido
- Arma Aérea de la Flota Británica: Nueve aviones para evaluación.
- Real Fuerza Aérea: Cuatro aviones para evaluación (de los nueve recibidos inicialmente para evaluación por el Arma Aérea de la Flota).[4]

## Especificaciones (SBD-5 Dauntless)

### Características generales
- Tripulación: Dos (piloto y artillero)
- Longitud: 10,1 m (33,1 ft)
- Envergadura: 12,7 m (41,5 ft)
- Altura: 4,1 m (13,6 ft)
- Superficie alar: 30,2 m² (325 ft²)
- Perfil alar: NACA 2415-2407
- Peso vacío: 2963 kg (6530,5 lb)
- Peso cargado: 4853 kg (10 696 lb)
- Peso máximo al despegue: 4854 kg (10 698,2 lb)
- Planta motriz: 1× motor radial de 9 cilindros refrigerado por aire Wright R-1820-60 Cyclone.
  - Potencia: 895 kW (1234 HP; 1217 CV)
- Hélices: Tripala de velocidad constante Hamilton Standard

### Rendimiento
- Velocidad máxima operativa (Vno): 410 km/h (255 MPH; 221 kt)
- Velocidad crucero (Vc): 298 km/h (185 MPH; 161 kt)
- Alcance: 1244 km (672 nmi; 773 mi)
- Techo de vuelo: 7955 m (26 099 ft)
- Régimen de ascenso: 8,6 m/s (1699 ft/min)
- Carga alar: 160,4 kg/m² (32,9 lb/ft²)

### Armamento
- Ametralladoras: 

  - 2x Browning M2 de 12,7 mm sobre el capó del motor
  - 2x Browning M1919 de 7,62 mm en afuste móvil trasero
- Puntos de anclaje: 3 con una capacidad de 1011 kg, para cargar una combinación de:  
  - Bombas: 285 kg (bajo cada ala)

## Aeronaves relacionadas

### Desarrollos relacionados
- Northrop A-17

### Aeronaves similares
- Junkers Ju 87
- Brewster SB2A Buccaneer
- Curtiss SB2C Helldiver
- Vultee A-31 Vengeance
- Breda Ba.65
- Aichi D3A
- Blackburn Skua
- Fairey Barracuda

### Secuencias de designación
- Secuencia SB_D (Aviones Bombardero/Exploración de la Armada estadounidense, 1934-1946 (Douglas, 1922-1962)): SBD - SB2D
- Secuencia A-_ (Aviones de Ataque del USAAS/USAAC/USAAF, 1924-1947): ← A-21 - A-22 - A-23 - A-24 - A-25 - A-26 - A-27 →